# Lijst van rijksmonumenten in Noord-Holland

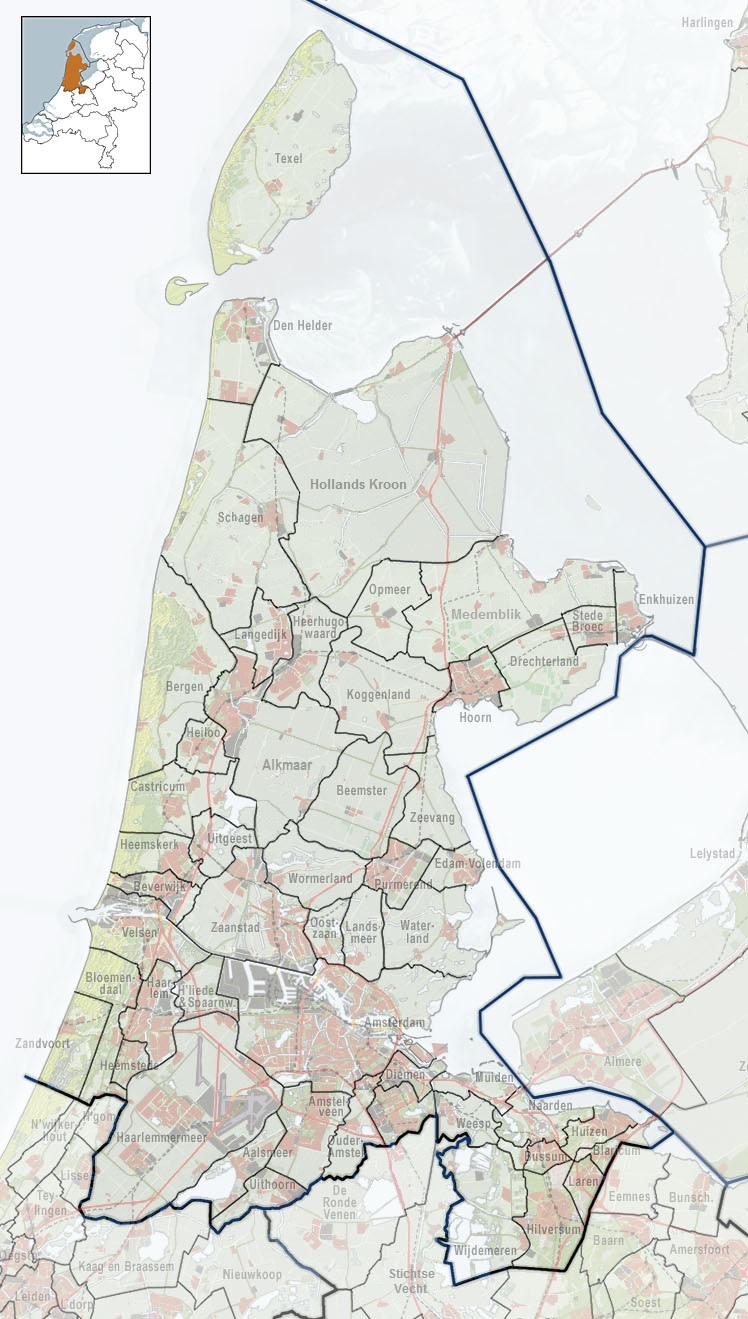
Noord-Holland

In de volgende gemeenten in Noord-Holland bevinden zich rijksmonumenten:
- Lijst van rijksmonumenten in Aalsmeer
- Lijst van rijksmonumenten in Alkmaar
- Lijst van rijksmonumenten in Amstelveen
- Lijst van rijksmonumenten in Amsterdam
- Lijst van rijksmonumenten in Bergen
- Lijst van rijksmonumenten in Beverwijk
- Lijst van rijksmonumenten in Blaricum
- Lijst van rijksmonumenten in Bloemendaal
- Lijst van rijksmonumenten in Castricum
- Lijst van rijksmonumenten in Den Helder
- Lijst van rijksmonumenten in Diemen
- Lijst van rijksmonumenten in Dijk en Waard
- Lijst van rijksmonumenten in Drechterland
- Lijst van rijksmonumenten in Edam-Volendam
- Lijst van rijksmonumenten in Enkhuizen
- Lijst van rijksmonumenten in Graft-De Rijp
- Lijst van rijksmonumenten in Gooise Meren
- Lijst van rijksmonumenten in Haarlem
- Lijst van rijksmonumenten in Haarlemmerliede en Spaarnwoude
- Lijst van rijksmonumenten in Haarlemmermeer
- Lijst van rijksmonumenten in Heemskerk
- Lijst van rijksmonumenten in Heemstede
- Lijst van rijksmonumenten in Heiloo
- Lijst van rijksmonumenten in Hilversum
- Lijst van rijksmonumenten in Hollands Kroon
- Lijst van rijksmonumenten in Hoorn
- Lijst van rijksmonumenten in Huizen
- Lijst van rijksmonumenten in Koggenland
- Lijst van rijksmonumenten in Landsmeer
- Lijst van rijksmonumenten in Laren
- Lijst van rijksmonumenten in Medemblik
- Lijst van rijksmonumenten in Oostzaan
- Lijst van rijksmonumenten in Opmeer
- Lijst van rijksmonumenten in Ouder-Amstel
- Lijst van rijksmonumenten in Purmerend
- Lijst van rijksmonumenten in Schagen
- Lijst van rijksmonumenten in Schermer
- Lijst van rijksmonumenten in Stede Broec
- Lijst van rijksmonumenten op Texel
- Lijst van rijksmonumenten in Uitgeest
- Lijst van rijksmonumenten in Uithoorn
- Lijst van rijksmonumenten in Velsen
- Lijst van rijksmonumenten in Waterland
- Lijst van rijksmonumenten in Weesp
- Lijst van rijksmonumenten in Wijdemeren
- Lijst van rijksmonumenten in Wormerland
- Lijst van rijksmonumenten in Zaanstad
- Lijst van rijksmonumenten in Zandvoort